# 片岡春吉
片岡 春吉（かたおか はるきち、1872年3月12日〈明治5年2月4日〉 - 1923年〈大正12年〉2月10日）は、岐阜県養老郡多良村（後の上石津町、現在の大垣市）出身の実業家。出生名は三輪 春吉（みわ はるきち）。
毛織物製造や染色整理を行った片岡毛織の創業者である。尾西地域の毛織物業（尾州毛織物）の先駆者として、艶金興業の墨清太郎と並ぶ存在であり、「毛織物業界の父」と呼ばれる。愛知県津島市の天王川公園には春吉の銅像が建立されている。

## 経歴

### 幼少期

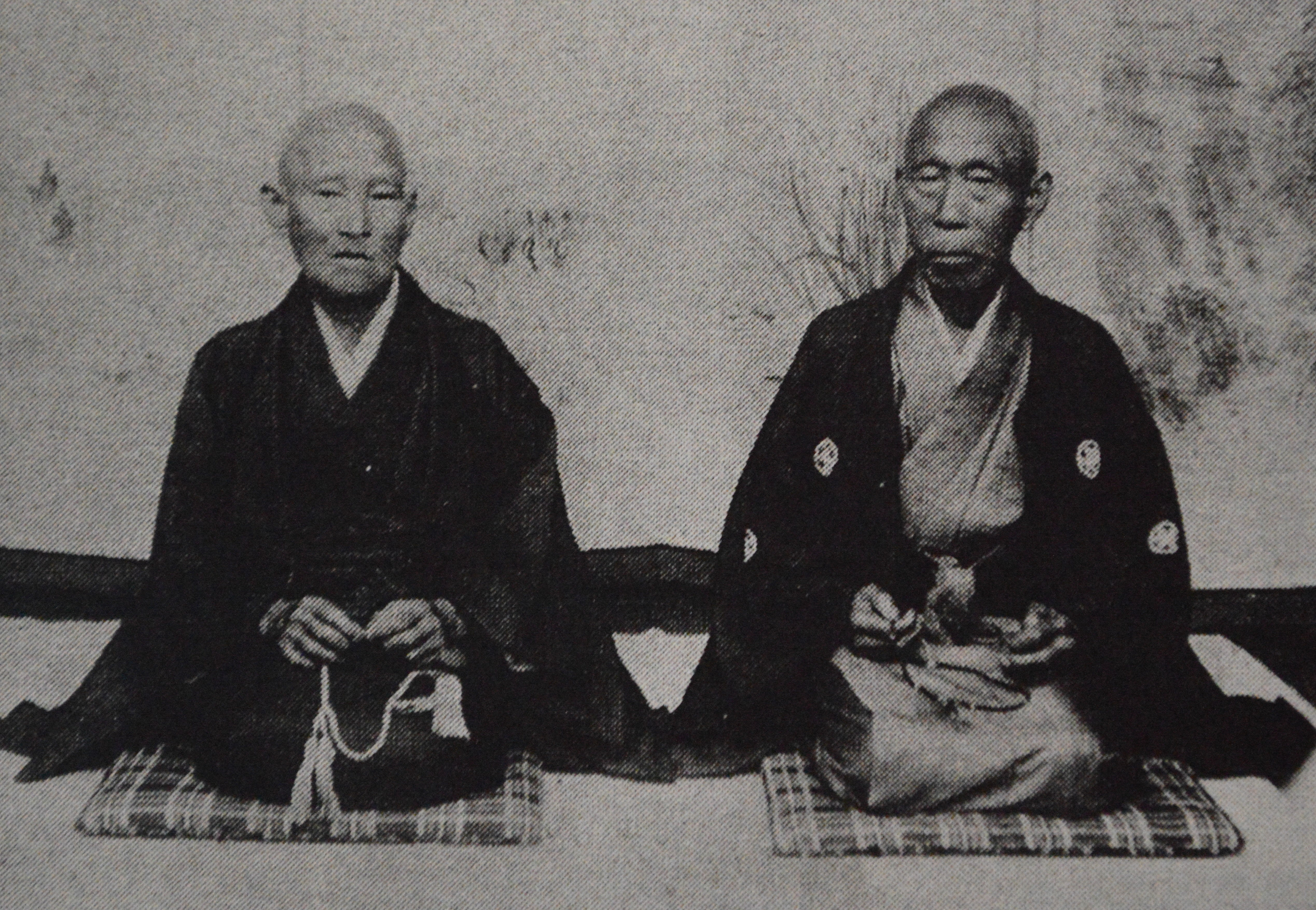
三輪定右衛門（右）とゆり（左）

1872年3月12日（明治5年2月4日）、岐阜県養老郡多良村（後の上石津町、現在の大垣市）上鍛冶屋の農家に、次男として三輪春吉が生まれた。父は三輪定右衛門、母は三輪ゆり。三輪家の菩提寺は上石津町上鍛冶屋321の伝香寺であり、伝香寺には1915年（大正元年）に春吉が寄進した山門がある。
三輪春吉は11歳の時に親元を離れ、本巣郡祖父江村（現在の瑞穂市祖父江）にある筬歯（おさは）作りの栗山家に7年間の年期奉公に出た。7年後にはいったん多良村に戻り、筬作りの仕事に励んだ。

### 片岡家の養子に

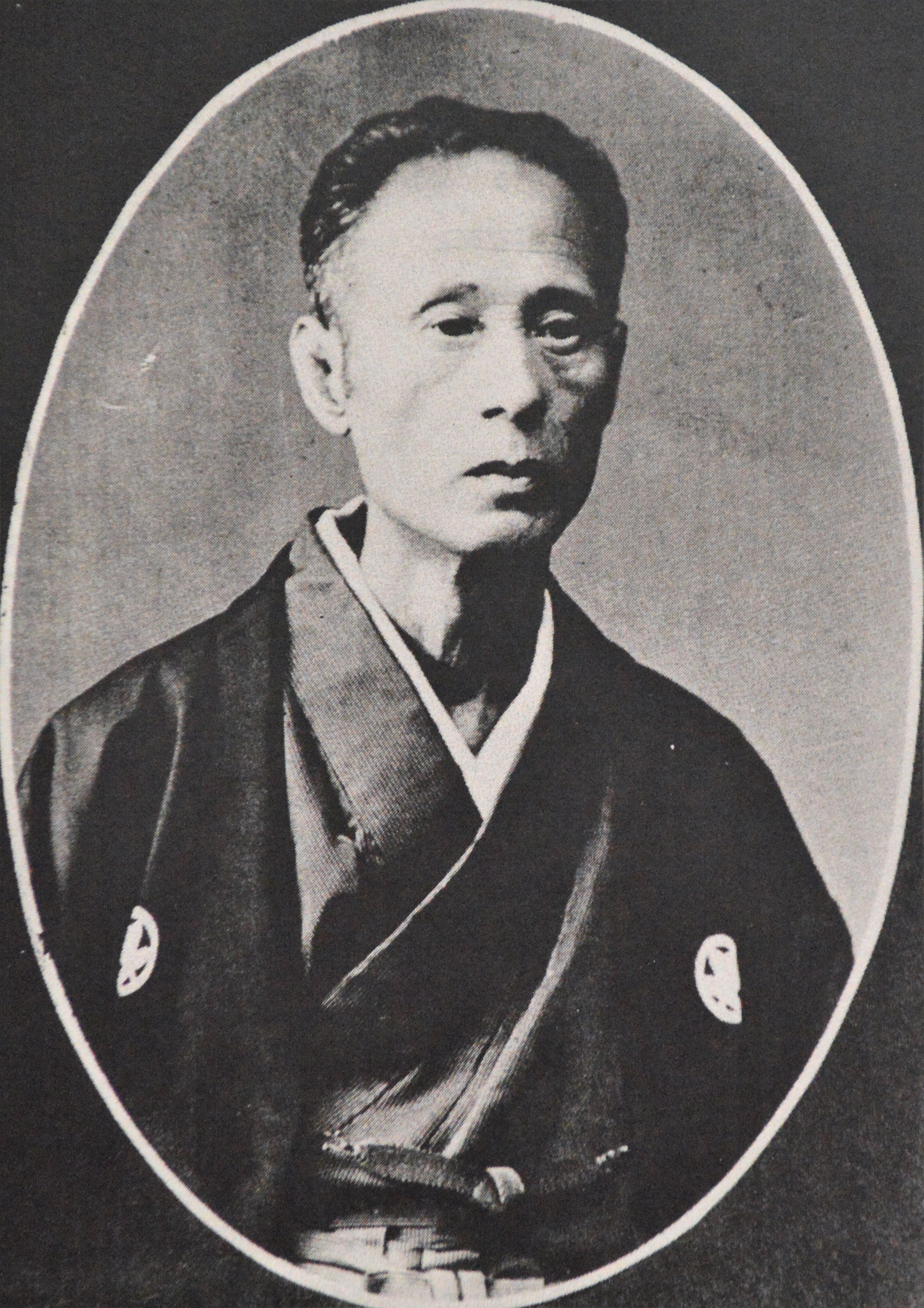
養父の片岡孫三郎

一方で、愛知県海部郡や中島郡は近世から綿織物の産地として知られ、江戸時代中期以降には特に綿織物が普及した。片岡孫三郎は海部郡津島町で「筬孫」（おさまご）の屋号で筬作りを行っており、愛知・岐阜・三重などはもちろん関東地方にまでその名を轟かせていたが、妻であるやゑとの間には女児の志げが1人いるのみであり後継者となる男児に恵まれなかった。三輪春吉は20歳だった1892年（明治25年）に片岡家の養子に迎えられ、5歳年下の志げと結婚して養父の孫三郎とともに筬作りに励んだ。

### 毛織物生産への進出

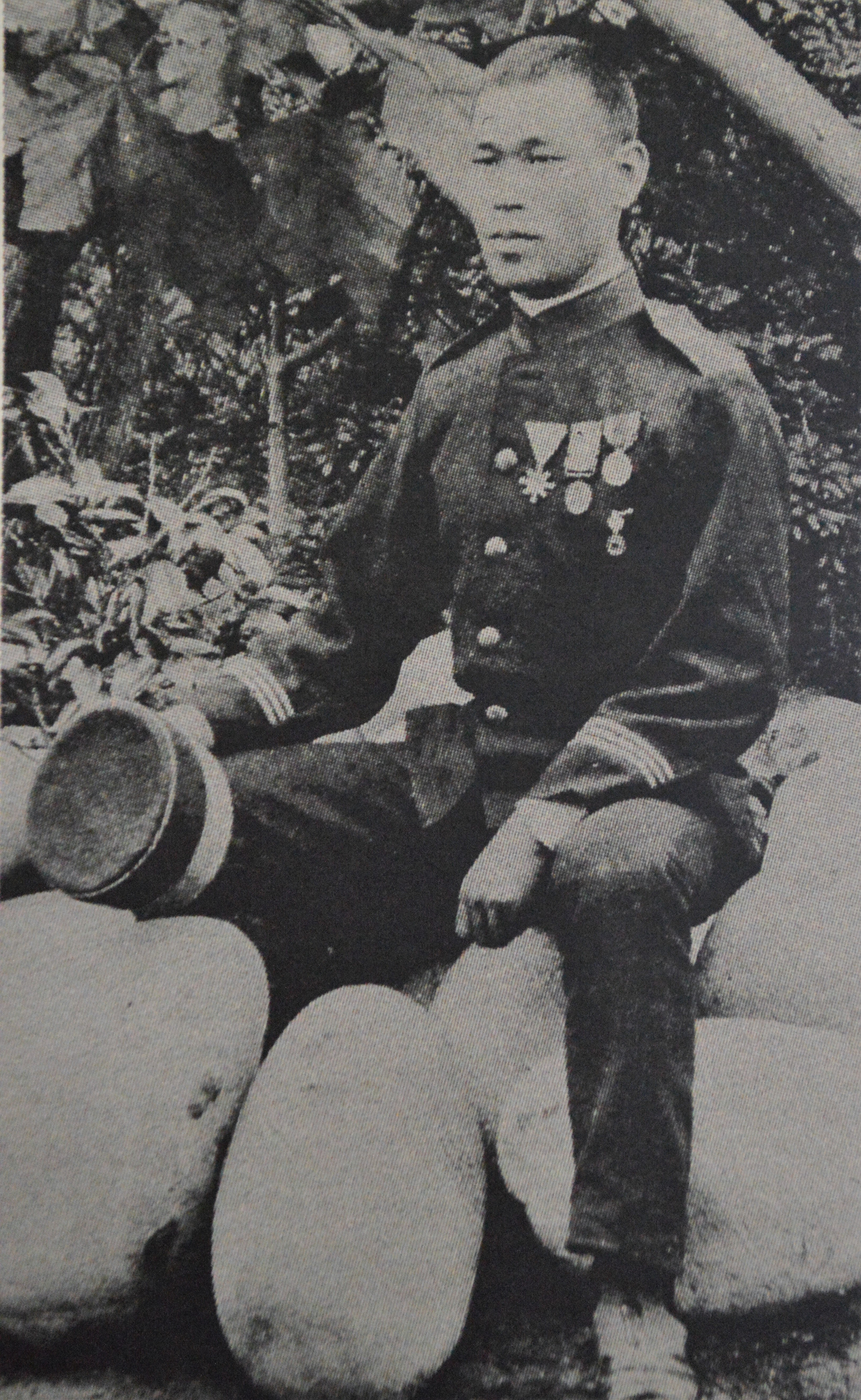
日清戦争に従軍した春吉

1894年（明治27年）に日清戦争が勃発すると春吉も戦地に赴き、後に野村毛織を創業することになる中島郡一宮町出身の野村藤右衛門と交友を結んでいる。戦場で支給された軍絨から毛織物に将来性を感じ、日本に帰国すると孫三郎とともに輸入品が大半だった毛織物の生産を志した。1896年（明治29年）には志げとの間に長男の片岡孫忠が生まれている。春吉は妻子を置いて単身で上京し、同年に設立されたばかりの東京モスリン紡織株式会社（後の大東紡織株式会社、現在のダイトウボウ）に無給の見習い職工として入社した。
東京モスリン紡織でモスリンの製造技術を習得して津島町に戻ると、1898年（明治31年）3月には尾張製糸の工場跡地に片岡毛織工場を設立し、孫三郎が工場主、26歳の春吉が工場長となった。片岡毛織のロゴは「M」と「A」を組み合わせたものであるが、これは孫三郎の「ま」を表したものである。1897年（明治30年）には長女のいとが、1900年（明治33年）には次男の孫次が生まれている。
1901年（明治34年）にはモスリンに代わるセル地（和服用織物、セルジス）の開発に成功。日本で初めて製織されたセル地だった。片岡毛織のセル地は同年11月には第5回愛知県五二品評会で銅賞牌を受賞し、1902年（明治35年）には第2回全国製産品博覧会で有功二等賞銀牌を受賞し、1903年（明治36年）には大阪で開催された第5回内国勧業博覧会で二等賞牌を受賞した。こうして片岡毛織工場は名声を博し、東京の市田商店などにも商品を卸した。1902年（明治35年）には三男の弘が生まれ、1904年（明治37年）には四男の昇が生まれている。1904年11月には日露戦争に召集され、32歳だった春吉は後備陸軍歩兵伍長として出征した。日露戦争での毛織物の軍絨はまだ輸入に頼っており、イケイケ気分だった春吉はドイツのハートマン社とイギリスのジョージ・ホジソン社製の織機を輸入して生産を拡大させた。

### 片岡毛織の法人化

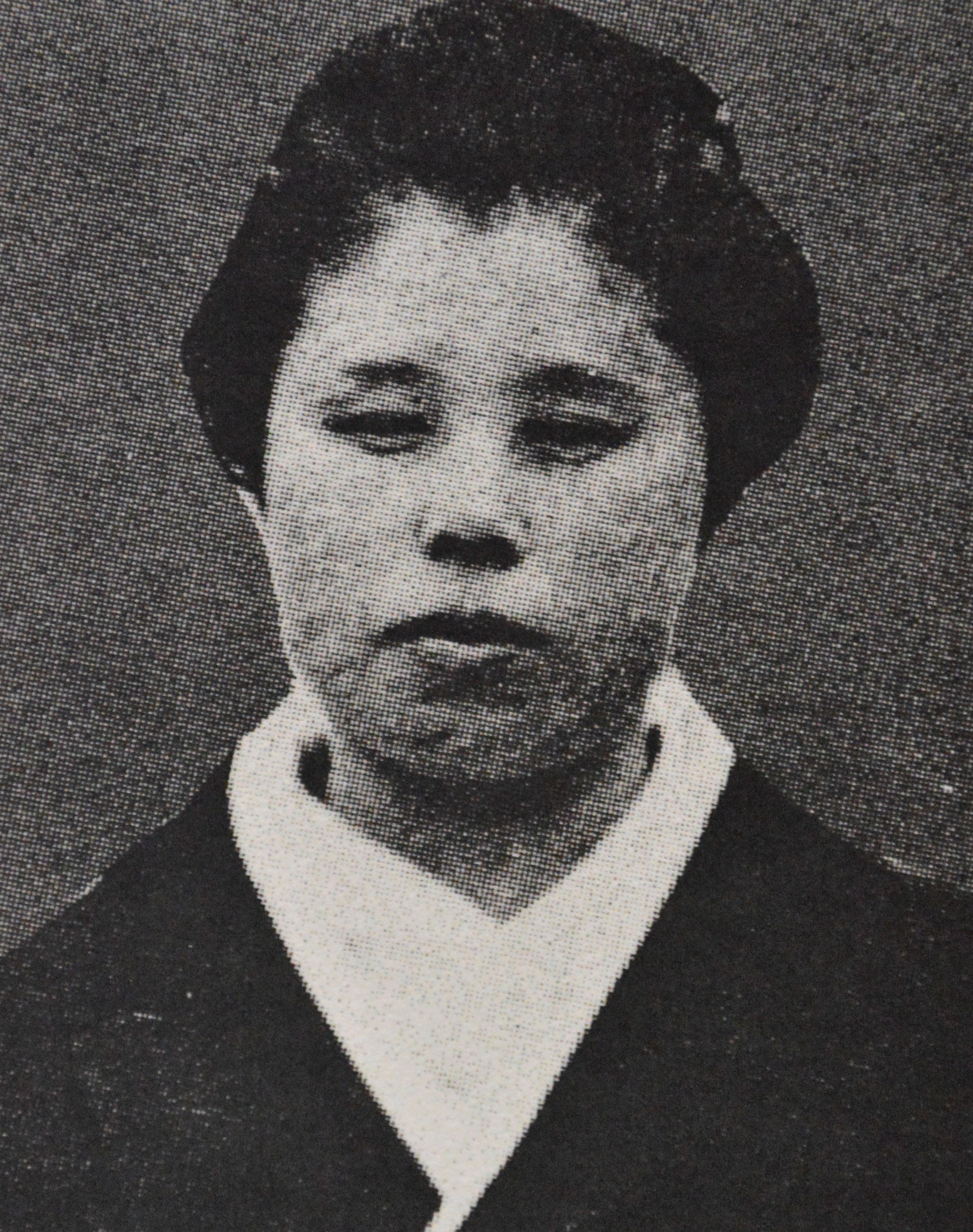
愛するワイフ志げ

1909年（明治42年）には片岡毛織工場を法人化させ、個人経営から資本金5万円の合名会社となった。この頃にも尾張西部の織物業界は綿織物が中心だったが、片岡毛織の成功により尾西織物同業組合の中には毛織物の生産を志す工場も出てきた。明治時代の津島町は官営東海道本線の路線から外れたことで衰退の兆しが見えていたが、春吉は近隣の工場にも毛織物の技術を提供することで、地域全体の産業の活性化を志した。1910年（明治43年）に明治天皇が愛知県で陸軍大演習を総監した際には、各界の著名人が晩餐会に招かれたが、春吉も豊田自動織機創業者の豊田佐吉らとともに実業功労者として招かれる栄誉に浴した。
なお、1907年（明治40年）には次女の鈴子が、1908年（明治41年）には五男の稔（後の片岡毛織会長）が、1909年（明治42年）には三女のあや子が、1910年（明治43年）には六男の勝男（後の片岡毛織社長）が、1911年（明治44年）には七男の直（後の片岡毛織専務取締役）が、1913年（大正2年）には四女の冨美子が、1915年（大正4年）には八男の斉（後の片岡毛織取締役）が、1919年（大正8年）には五女の静代が生まれている。結局春吉は志げとの間に13人の子（八男五女）を儲けている。

### 片岡毛織の株式会社化

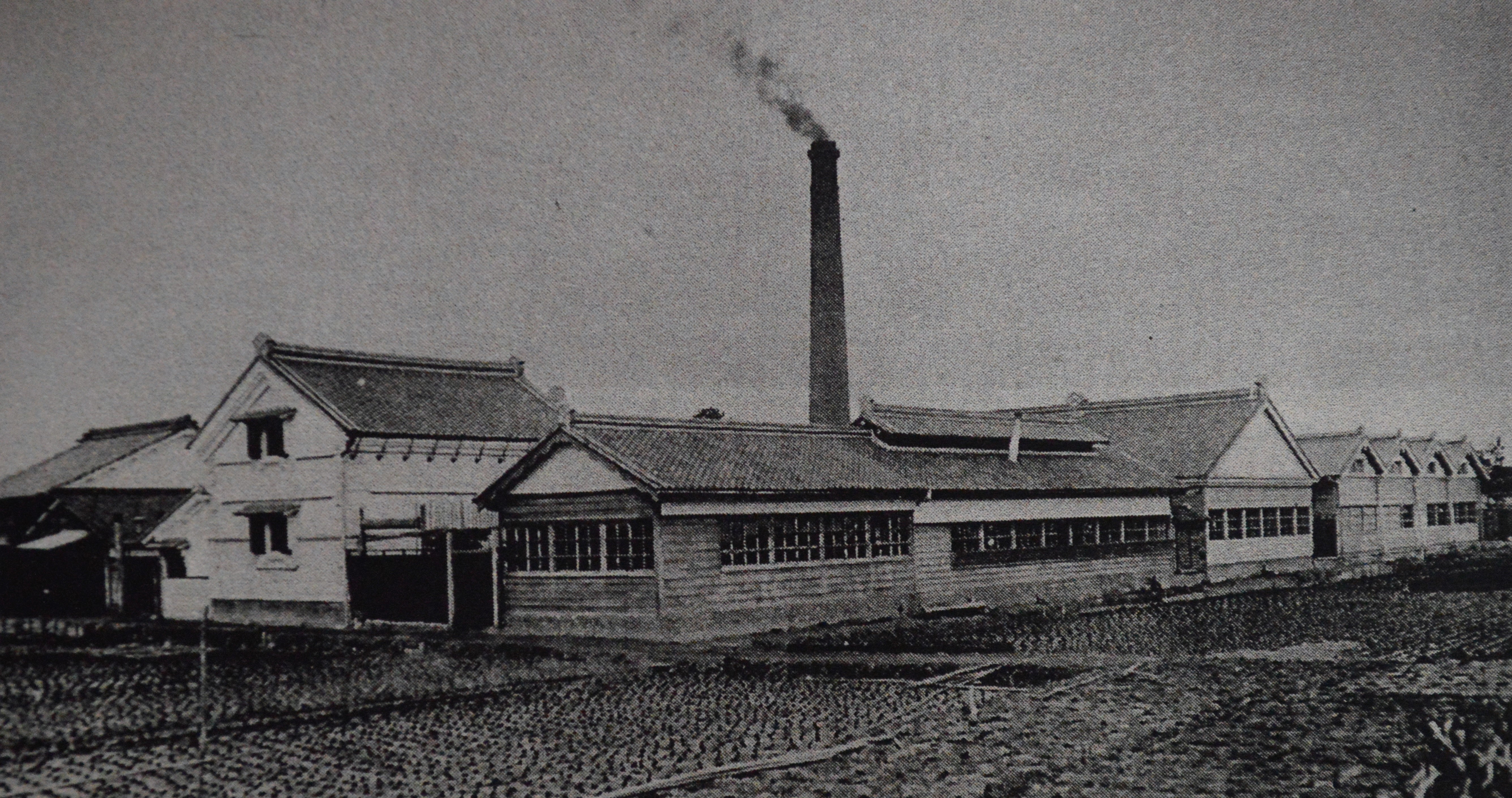
大正初期の片岡毛織

1914年（大正3年）には孫三郎が片岡毛織合名会社の初代代表を辞任し、春吉が第2代の代表となった。大正時代に入ると第一次世界大戦による好景気の中で尾州毛織物が黄金時代を迎えており、尾西織物同業組合で綿織物と毛織物の生産額が逆転したのは1917年（大正6年）のことである。1919年（大正8年）7月1日には片岡毛織を合名会社から株式会社に移行させ、春吉は片岡毛織株式会社の初代社長に就任した。同年には23歳だった長男の孫忠が田中善兵衛（笠松銀行頭取）の娘登茂と結婚している。1920年（大正9年）の戦後恐慌では100万円近くの負債を抱え、太平洋戦争後にようやく完済している。
地域の名士となった春吉は尾西地域で様々な事業に関与しており、繊維関連企業の役員や株主として経営に参画するなどしている。また、1914年（大正3年）には全通を果たした尾西鉄道株式会社の相談役となり、岐阜県土岐郡に建設途中だった駄知鉄道の債務保証者にもなっている。大正期には海部郡佐屋町出身の政治家である加藤高明の後援会を創設して会長となった。加藤は春吉の死から4か月後の1924年（大正13年）6月11日に内閣総理大臣に就任している。
洋画家の三岸好太郎は片岡家に寄寓していた時期があり、12号の『片岡春吉像』、6号の『大正末期の片岡毛織』などを描いている。

### 死去

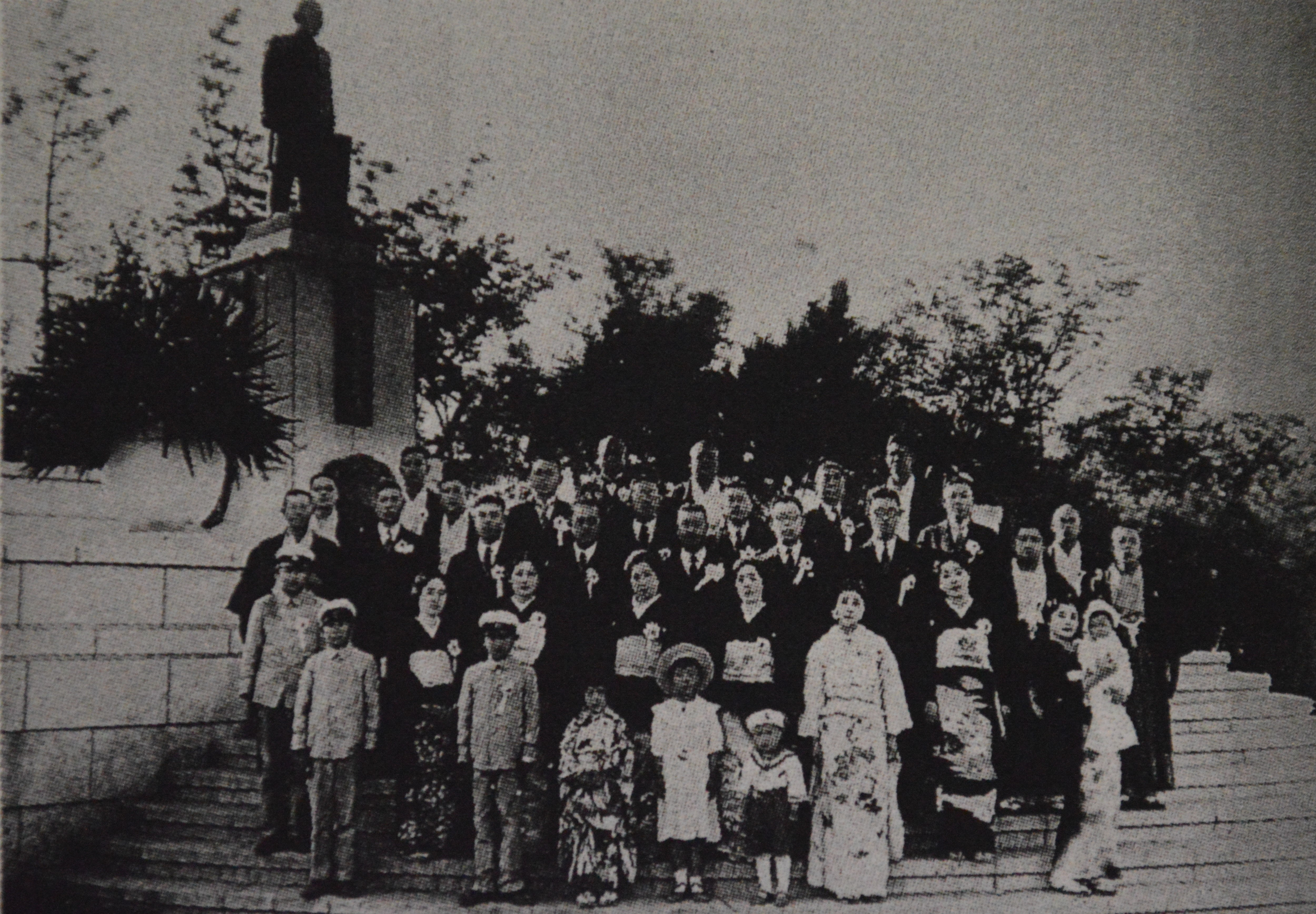
1936年の銅像除幕式

1924年（大正13年）2月1日には春吉が床に臥すようになり、愛知医科大学病院（現在の名古屋大学医学部附属病院）に入院、2月10日に死去した。52歳だった。2月15日には津島市本町の成信坊で葬儀が営まれた。春吉の死によって長男の孫忠が片岡毛織株式会社の第2代社長に就任している。
1925年（大正14年）12月17日には養父の孫三郎も72歳で春吉の後を追った。1936年（昭和11年）6月3日には海部郡織物同盟会などによって、津島市の天王川公園に春吉の銅像が建立された。太平洋戦争時の金属類回収令では春吉の銅像も供出されたが、1953年（昭和28年）5月28日には津島毛織工業協同組合によってふたたび春吉の銅像が建立されている。
片岡毛織株式会社は春吉の死から82年後の2006年（平成18年）に自主廃業した。津島市片岡町にあった片岡毛織跡地は、大型商業施設の「ヨシヅヤ 津島北テラス」となっている。

## 家族
- 実父 三輪定右衛門
- 実母 三輪ゆり
- 養父 片岡孫三郎（1853-1925）
- 養母 片岡やゑ（????-1914）
  - 本人 片岡春吉（1872-1923）
  - 妻 片岡志げ（1878-1926）

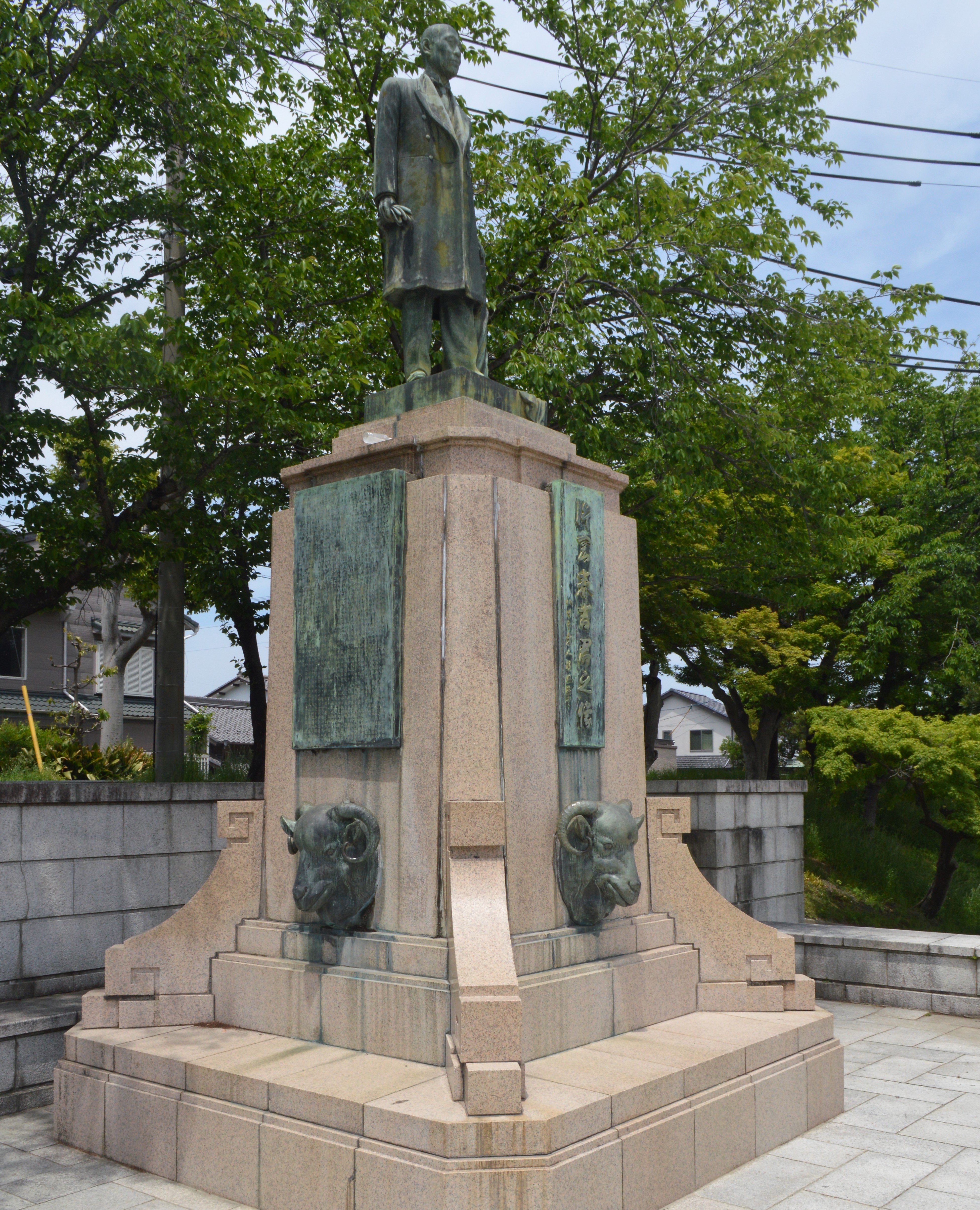
天王川公園にある片岡春吉の銅像

    - 長男 片岡孫忠（1896-1966） - 片岡毛織会長、社長、取締役。津島町長（1931-1933）。
    - 長女 富田いと（1897-????）
    - 次男 片岡（浅井）孫次（1900-????） - 片岡毛織取締役。
    - 三男 片岡弘（1902-1959） - 片岡毛織取締役。
    - 四男 片岡（高木）昇（1904-????）
    - 次女 片岡鈴子（1907-1927）
    - 五男 片岡稔（1908-????） - 片岡毛織会長、社長、代表取締役、専務取締役、取締役。
      - 孫 片岡忠明（1935-????） - 片岡毛織副社長。

    - 三女 石川あや子（1909-????）
    - 六男 片岡勝男（1910-????） - 片岡毛織社長、専務取締役、常務取締役。
    - 七男 片岡直（1911-1984） - 片岡毛織専務取締役、常務取締役。
    - 四女 兼岩冨美子（1913-????） -
    - 八男 片岡斉（1915-????） - 片岡毛織取締役。
    - 五女 鈴木静代（1919-????）